# Juayúa
Juayúa es un distrito del municipio de Sonsonate Norte del departamento de Sonsonate, El Salvador. Es parte del recorrido turístico denominado "Ruta de las Flores", en el occidente del país. Según el censo oficial de 2024, tiene una población de 24 344 habitantes.
| Censo | Población | Cambio | Porcentaje |
| ----- | --------- | ------ | ---------- |
| 2007  | 24 465    | N/D    | N/D        |
| 2024  | 24 344    | -121   | -0.5%      |

## Toponimia
Existen diversas versiones acerca del significado del topónimo. Una establece que se deriva de la voz náhuat Xuayúa, que significaría "Río de las orquídeas moradas", o "La ciudad de las orquídeas rojas". Otros aseveran que proviene del plural de yuat (yua-yuat), que se interpreta como "Aguas profundas", "Aguas del corazón", o "Aguas de la profundidad". Otros lo traducen como "Donde hay árboles", "En la arboleda", o "Lugar de las tinieblas".

## Geografía física
El distrito tiene una extensión de 103,06 km², y la cabecera una altitud de 1.040 m s. n. m., la cual se encuentra situada en la Sierra Apaneca-Ilamatepec, la región de mayor producción de café del país.

## Historia
Juayúa es un pueblo precolombino pipiles. Para el año 1550 se estimó su población en unos 300 habitantes, y para 1577 fue pueblo de catequización de los franciscanos radicados de Sonsonate. Hacia finales del siglo XVI, los religiosos plantaron una imagen similar al Cristo Negro de Esquipulas, y fue allí donde erigieron la primera ermita de lo que sería la Iglesia de Santa Lucía.
El arzobispo de Guatemala Pedro Cortés y Larraz, en el año 1770, expuso que Juayúa pertenecía a la parroquia de Apaneca, y tenía una población de 526 personas. El poblado fue parte de la Alcaldía Mayor de Sonsonate durante la época de colonización española.

### Pos-independencia
Con la proclamación de la Independencia Centroamericana en 1821, sus pobladores se pronunciaron a favor de la incorporación al Estado de El Salvador en noviembre de 1823. El departamento de Sonsonate se estableció el 12 de junio de 1824, con Juayúa como parte del territorio.
Entre los años 1838 o 1839, algunas familias del poblado empezaron a cultivar café.  
En el informe de mejoras materiales del departamento de Sonsonate hecho por el gobernador Teodoro Moreno en el 21 de junio de 1854, notó: "Se están acopiando materiales para la compostura de su Iglesia." 
En el informe del 6 de septiembre el gobernador Tomás Medina, notó: "Se acopian materiales para reparar el Cabildo, y el artesón de la Iglesia que amenaza ruina." 
En el informe del 12 de octubre, el gobernador Tomás Medina, notó: "Para proporcionarle seguridad a las cárceles y que los reos no se fuguen, se hizo un cimiento de calicanto, de 9 varas de largo, 2 de alto y 3¼ de ancho. Como el corredor y baranda del Cabildo amenazaba ruina, la Municipalidad ha contratado su compostura. Se acopia madera para hacerle un reparo formal a la Iglesia, y se han compuesto los caminos." 
En un informe del año 1859, existe una descripción de sus habitantes y la agricultura de ese tiempo: 

Todo el pueblo es agricultor. La parte indígena viste lo mismo que su raza en la América Española. Una tela azul o nácar refajada y detenida con un nudo hecho con la misma tela (refajo) y una tira de manta o cambrai de color de tres varas para taparse. Aunque este es uno de los pueblos indígenas más civilizados, hablan todavía el idioma de sus padres, y participan de muchas preocupaciones de su raza ... Este pueblo se engrandecerá con sus producciones, principalmente con la del café, porque es el de mejor clase que hay en el Estado y sus terrenos no ceden a los mejores. Produce café, trigo, anís y linaza con muy poca mostaza.

En el 2 de agosto de 1859, se estableció una escuela de niñas en la población, en cuya inauguración el secretario de la municipalidad, don Manuel Zepeda, pronunció un discurso dirigido al gobernador, la municipalidad y los vecinos de Juayúa. Para el informe del gobernador del departamento de Sonsonate, Miguel Saizar, hecho en el 10 de agosto, hace cuenta de la escuela de niñas notando que "figura en el cuadro general con pocas niñas y a los principios de la enseñanza que con la buena acogida del vecindario y sus autoridades adelantará como las demás [escuelas de niñas]", también notó que se hacía necesario comprar o edificar una casa para la escuela de niñas para no tener que grabar los fondos con el arrendamiento de la que en ese tiempo se estaba ocupando. De las mejoras materiales notó que se habían mejorado la casa conventual y las calles; el vecindario estaba dispuesto a reunir una cantidad considerable para dar mayor amplitud al cabildo y componer una parte de la iglesia; también notó que los caminos que se habían compuesto y limpiado el mes anterior prestaban "alguna comodidad para su tráfico."
En el informe del gobernador del departamento de Sonsonate, Antonio Ipiña, hecho en el 25 de diciembre de 1865, se hizo nota de las siguientes obras públicas: Se construyó un convento de teja, se estaba acopiando materiales para hacer una casa de escuela a la orilla de la plaza. Estaba mejorando "sensiblemente", tenía casi todas sus calles arregladas y los vecinos cuidaban de sus casas de teja. A la municipalidad se le previno que hiciese un rastro.
Juayúa obtuvo el título de villa el 13 de febrero de 1877, pero su nombre en ese entonces era El Progreso. Gracias al cultivo del café, se había convertido en una próspera y pintoresca localidad. Para 1890 su población ascendía a 3.980 habitantes, y uno de sus logros era la dotación de agua potable desde el Cerro Los Naranjos.
En el 27 de mayo de 1890, durante la administración de Francisco Menéndez, el gobierno acordó crear una escuela de niños en el Valle La Majada con la dotación de 15 pesos mensuales, quedando obligada la municipalidad a proporcionar el edificio y útiles para el establecimiento.

### SigloXX
A inicios del siglo XX, los pobladores de la villa El Progreso solicitaron el cambio del nombre de la localidad, así como el otorgamiento del título de ciudad ante las autoridades gubernamentales. De esta manera, el 1 de mayo de 1906, por medio de Decreto Legislativo, la petición fue aceptada y pasó nuevamente a ser conocida como Juayúa, y obtuvo además el rango de ciudad. Por otro lado, para ese tiempo era conocida como la "ciudad de los limeros", por la abundancia de ese fruto en los patios y traspatios de las viviendas.
Para el 6 de septiembre de 1915, la ciudad fue asolada por un terremoto. El trágico evento fue descrito por Jorge Lardé y Arthés en un estudio, que en parte detalla:

A pesar de las exageraciones habituales de los informes publicados, es preciso reconocer que el temblor fue desastroso en esta población. Cuando llegamos a ella por primera vez, sus escombros ya estaban en parte removidos y las calles más o menos libres de ellos, pero lo que quedaba era suficiente para dar a conocer toda la magnitud del desastre y las hermosas ruinas de Juayúa embargaban aún en hondas y tristes reflexiones al espíritu de quien las visitaba...Muchísimas son las casas que cayeron completamente al suelo, de raíz, de las cuales no quedaron ni horcones, ni fragmentos de paredes, ni nada de pie. La Iglesia Parroquial que la Comisión de Socorro dice que estaba "casi completamente arruinada" empezó a ser demolida, pues sólo quedaron en pie sus cuatro gruesas paredes...

Años después, la localidad se vio envuelta en el Levantamiento campesino de 1932. Precisamente, fue allí donde el líder campesino Francisco "Chico" Sánchez estableció sus huestes, y posteriormente murió fusilado junto a otros insurrectos.

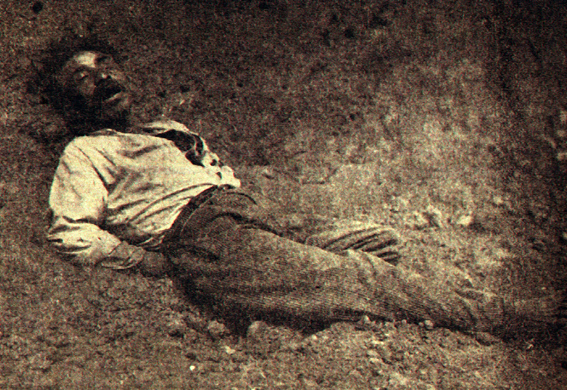
Francisco Sánchez, uno de los líderes del movimiento campesino, después de ser fusilado en la plaza principal de Juayúa.

En una junta preliminar de constitución celebrada en Antiguo Cuscatlán en el 6 de octubre de 1992, se aprobaron los estatutos y se eligió la primera junta directiva de la Fundación para el Desarrollo de Juayúa (FUNDEJUAYÚA); estos pasaron a ser aprobados por el decreto ejecutivo número 70 en el 25 de junio de 1993 durante la presidencia de Alfredo Félix Cristiani Burkard.
Desde el año 1996, Juayúa —junto a Nahuizalco, Salcoatitán, Apaneca y Ataco, y más recientemente San Antonio del Monte—, forma la ruta turística denominada Ruta del Café, posteriormente conocida como Ruta de las Flores.

## Patrimonio

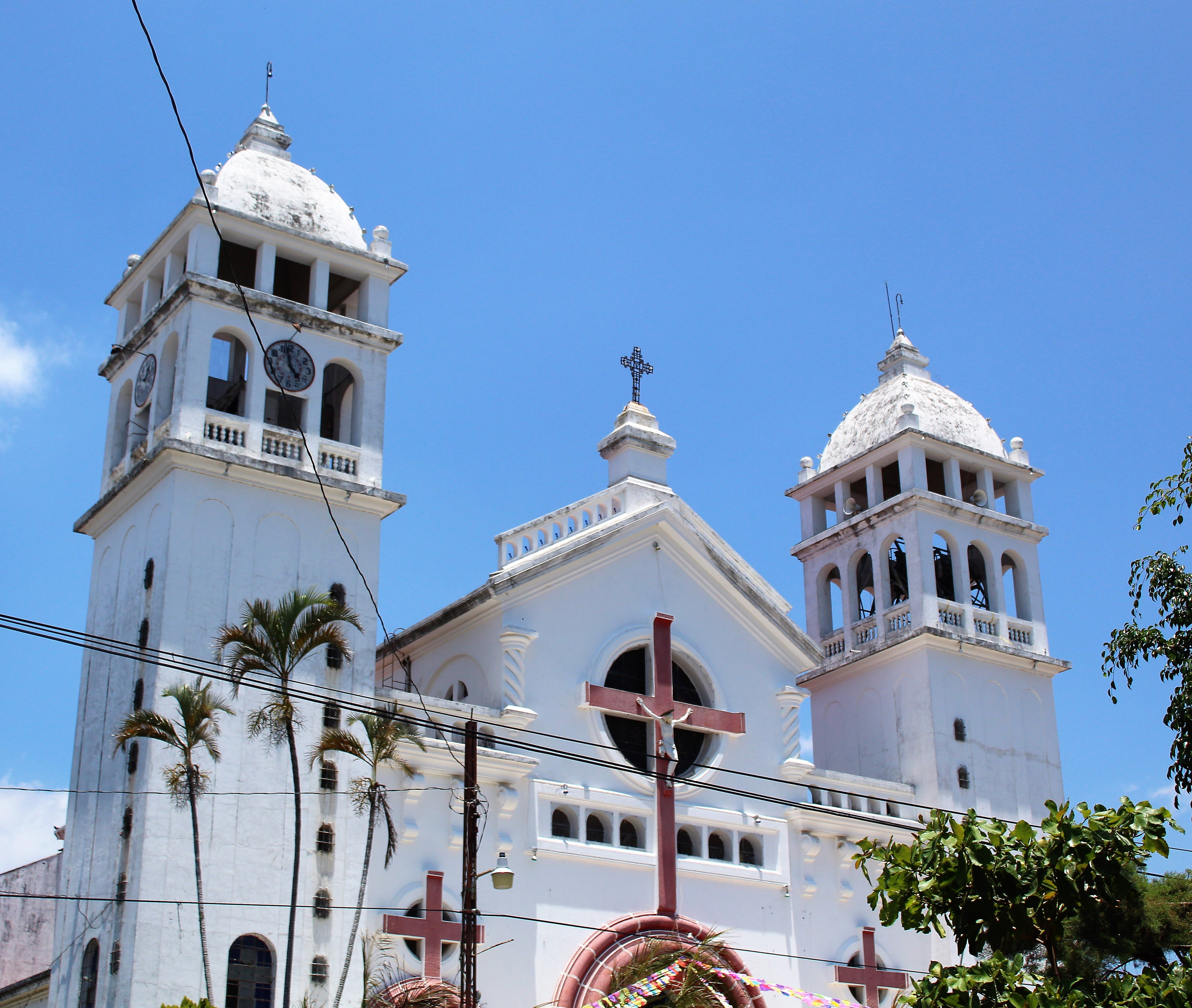
Iglesia de Santa Lucía en Honor al Cristo Negro, Patrono de la Ciudad.

### Iglesia de Santa Lucía
La iglesia parroquial de Santa Lucía, conocida también como Iglesia del Cristo Negro de Juayúa, se construyó entre los años 1953 y 1956, bajo el auspicio del Padre José Adolfo Álvarez y por aportación de Mercedes Cáceres y sus hermanas, en memoria de sus padres José Antonio Cáceres y Gordiana Magaña de Cáceres. El costo de la obra ascendió a medio millón de colones, y la edificación fue encargada al arquitecto ítalo-salvadoreño Augusto César Baratta del Vecchio. La inauguración se llevó a cabo el 26 de enero de 1957. Su altar mayor está revestido de mármoles, y los vitrales fueron importados de Europa, lo mismo que las imágenes, que a su vez fueron traídas desde España.

### San José la Majada - Juayúa
San José la Majada es una población localizada a 89 kilómetros de la ciudad de San Salvador. Hasta mediados de la década de los 60, esta región se caracterizaba por contar con un número significativo de cultivadores de café, quienes en forma individual trataban de obtener el mayor provecho de sus cultivos. Sin embargo, los pequeños caficultores frecuentemente se veían enfrentados a problemas de orden financiero, debido a dificultades familiares imprevistas, malas cosechas por efectos de plagas, alteraciones climatológicas, oscilaciones en el precio del café, etc. Al día de hoy sigue fiel a su principal actividad económica que es la producción de café, contando con una de las cooperativas más fuertes del sector, Sociedad Cooperativa de Cafetaleros de San José de La Majada de R.L.

### Natural

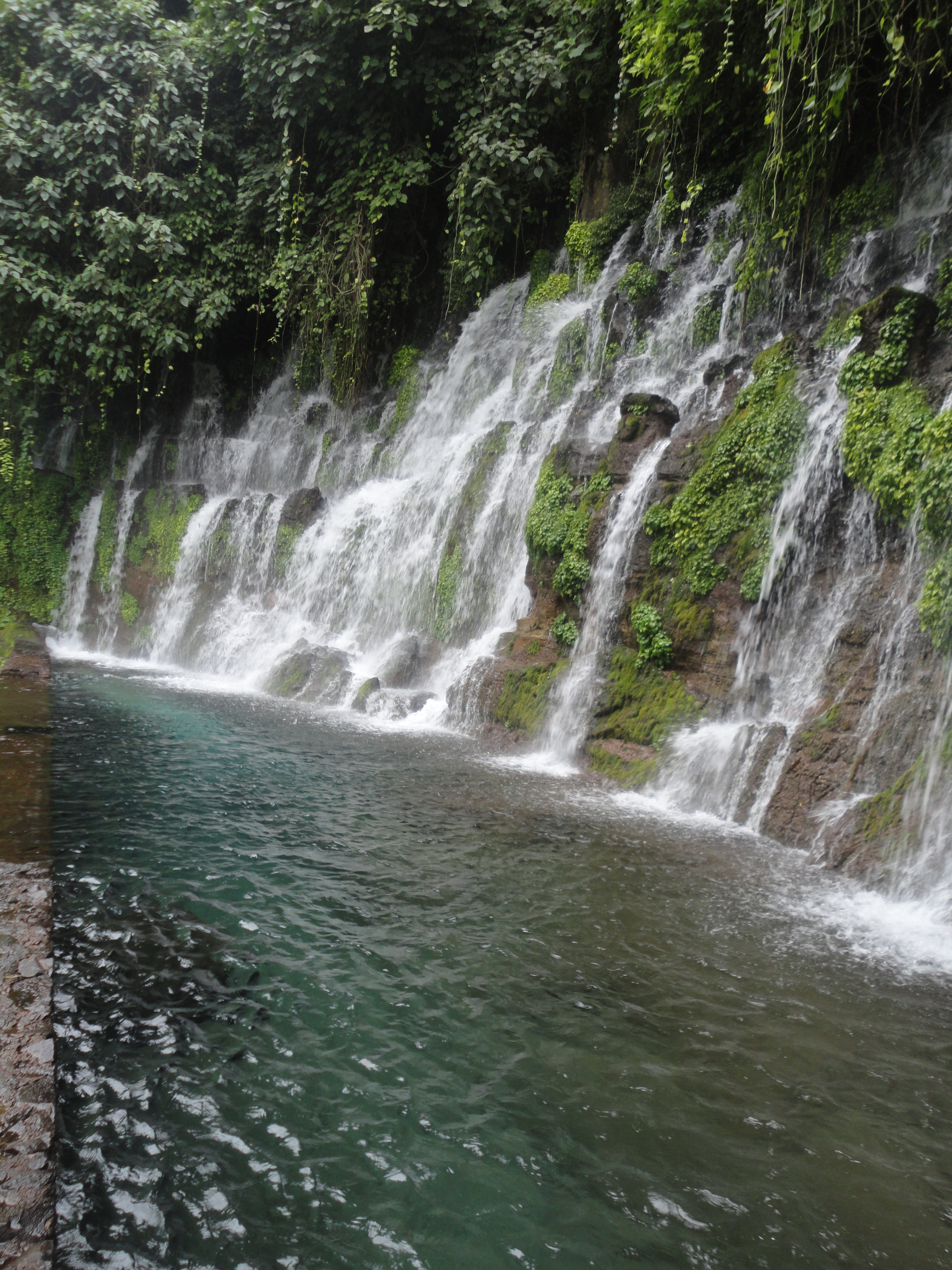
Chorros de La Calera

Juayúa dispone de lugares para el ecoturismo, algunos de los cuales colindan con otros distritos, tales como el río Monterrey, salto de la Lagunilla Azul, Los Chorros de la Calera, El Talquezal, La Laguna Seca o de Las Ranas, Laguna Verde, Cerro El Águila y El Pilón.

### Portezuelo Camping
Está ubicado en las montañas de la cordillera Ilamatepec, a 6 km de Juayúa y a 1,500 m SNM. Donde alguna vez fue una finca de cultivo de café de estricta altura dentro de un Bosque Nebuloso entre dos grandes cerros: Laguna Verde y Cuyunatzul. 
Tiene áreas de acampar con baños y duchas compartidas para tiendas de campaña, glamping, tipis estilo indio, con baños y duchas compartidas, y cabañas completas con todas las comodidades y agua caliente. Se pueden hacer cabalgatas, caminatas a la montaña, a los Ausoles, paseos en bici, Fútbol Burbuja o con Dinosaurios, retos de montaña y mucho entretenimiento para todas las edades.

#### Ausoles de Juayúa
Los ausoles son depósitos de agua hirviente. Para llegar a estos ausoles debe realizarse un recorrido desde el parque Portezuelo, hasta terminar en las aguas de este turístico destino. Las cálidas aguas de los ausoles ofrecen también baños terapéuticos, con propiedades relajantes y rejuvenecedoras.

## Cultura
La localidad celebra sus fiestas patronales en el mes de enero en honor al Cristo Negro. Probablemente, la veneración de esta imagen comenzó a finales del siglo XVIII o principios del XIX, sustituyendo a Santa Lucía, hasta entonces la patrona titular. Durante los festejos se realizan ferias comerciales, elección de la reina de los festejos, y parque de atracciones, entre otros. El día principal es el quince de enero.

### Comida tradicional
En Juayúa, destacan los “chachaguillos” y los tenquiques como parte de sus platillos tradicionales. Los chachaguillos son similares a un tamal, rellenos en forma de brazo gitano, rellenos de pollo o carne de cerdo, estos se cuecen y se sirven con crema de loroco. Los tenquiques son un tipo de hongo característicos de la zona montañosa de Juayúa, preparados junto a ajo, cebolla, tomate y manteca de cerdo.

### Feria gastronómica
Cada fin de semana, y desde el año 1997, Juayúa organiza una feria gastronómica en el centro de la ciudad, donde se degustan diferentes platillos nacionales e internacionales.

## Patrimonio cultural inmaterial

### Tradiciones

#### Leyenda de la Princesa de Juayúa
Cuenta la leyenda que a medianoche en medio de las sombras de la Calera aparece la princesa de Juayúa (Se cree que a reencarnado actualmente).